# 그림자 살인
《그림자 살인》은 《공중곡예사》 시나리오를 원작으로 영화화한 작품이다. 2005년 7회 막동이 시나리오 공모전의 당선작이고 추리극이다. 영화는 2009년에 개봉했다.

## 줄거리
사라진 시체, 5개의 단서. 풀지 못하면 살인은 계속된다. 한적한 뒤뜰에 위치한 방안은 온통 피로 흥건하고 그 방의 주인인 '민수현'은 감쪽같이 사라졌다. 그의 아버지는 아들을 찾기 위해 고액의 현상금을 내걸고, 출세에 급급한 종로서 순사부장인 영달(오달수)은 민수현을 찾는데 혈안이 된다. 한편 그 시각, 의학도 장광수(류덕환)는 해부실습을 위해 우연히 주워온 시체가 알고 보니 민수현이었던 것을 알게 된다. 살인 누명을 쓸 위기에 처한 그는 사설 탐정 홍진호(황정민)를 찾아가 사건을 의뢰하고 거액의 현상금에 혹한 진호는 뛰어난 의학지식을 가진 광수를 조수 삼아 사건을 맡기로 한다.
살해된 민수현의 방에서 발견된 것은 백색가루, 그리고 기묘한 형상의 ‘카라쿠리’ 인형. 진호와 광수는 신분을 감춘 채 발명가로 활동하고 있는 순덕(엄지원)을 찾아가 수사에 필요한 만시경과 은청기(은밀히 듣는 기계)를 받아 본격적인 수사를 시작한다. 그리고 정체불명의 백색가루가 "모루히네"라는 것을 알고는 이것이 비밀리에 유통되고 있는 주사옥에 잠입하여 민수현의 죽기 직전 마지막 행적지가 바로 곡예단이라는 사실을 파악하게 된다.
그러던 중 두 번째 살인사건이 발생한다. 피해자는 다름 아닌 최고의 권력을 자랑하는 경무국장. 더군다나 민수현이 유기된 장소와 같은 곳에 버려진 것. 연속된 살인으로 수사에 심한 압력을 받은 영달은 가짜 범인을 만들어 수사를 종결시키려 하고, 동일범에 의한 연쇄 살인임을 깨달은 진호와 광수는 경무국장의 시신에서 새로운 단서인 피 묻은 천조각을 발견하게 되는데...

## 캐스팅
- 황정민 : 홍진호 역
- 류덕환 : 장광수 역
- 엄지원 : 순덕 역
- 오달수 : 오영달 역
- 윤제문 : 단장 역
- 주다영 : 옥이 역
- 김향기 : 별이 역
- 김응수 : 요시오카 역
- 송재호 : 민치성 역
- 오태경 : 민수현 역
- 엄효섭 : 무라타 총감 역
- 권태원 : 경무국장 역
- 김병철 : 부관 역
- 유승목 : 외팔이 역
- 정규수 : 편집장 역
- 김기천 : 달수 역
- 조영진 : 황제 역
- 손병욱 : 막둥이 역
- 박진우 : 겐바 순사 역
- 송요셉 : 봉태 역
- 김서원 : 범구 역
- 최종률 : 순덕 시부 역
- 서동수 : 살찐남 역
- 우승연 : 개똥 역
- 박건락 : 의생 역
- 홍영근 : 의생 역
- 김준호 : 의생 역
- 정인화 : 황제 수행원 역
- 신창수 : 주사옥 장정 역

## DVD 출시
2009년 8월 20일에 발매되었고 한국어 음성, 한글/영어 자막, 본편 110분, 부가 영상 120분으로 구성되었다. 돌비 디지털 5.1 오디오에 스텝 음성해설(박대민 감독, 김봉서 프로듀서, 최찬민 촬영감독)과 배우 음성해설(박대민 감독, 황정민, 류덕환, 엄지원)을 넣었다.
박서진